# Флоховський хребет
Флоховський хребет (Flochovský chrbát) — гірський масив в Словаччині; геоморфологічна підодиниця масиву Кремницькі-Верхи. Найвища точка — гора Флохова (1317 метрів).. Місце розташування — Банськобистрицький край і Жилінський край.
Протікають річки Скалка; Брезницький потік; Малаховський потік і  Турова.